# Balanites wilsoniana
Balanites wilsoniana är en pockenholtsväxtart som beskrevs av Dawe & Sprague. Balanites wilsoniana ingår i släktet Balanites och familjen pockenholtsväxter.

## Underarter
Arten delas in i följande underarter:
- B. w. glabripetalus
- B. w. mayumbensis